# Gustav Leopold Klein
Gustav Leopold Klein (* etwa 1794; † 1862 in Kowalken) war ein deutscher Beamter und Politiker.
Klein erhielt Privatunterricht und legte als Externer die Reifeprüfung ab. Ab 1810 studierte er in Königsberg Rechtswissenschaften. Das Studium wurde unterbrochen, als er sich in den Befreiungskriegen 1813/14 als freiwilliger Jäger meldete. 1815 wurde er Sekondeleutnant im 2. Landwehr-Infanterieregiment. 1815 wurde er Hilfsarbeiter im Büro der Regierung in Gumbinnen und 1818 Kreissekretär beim Landratsamt in Lötzen. Dort vertrat er zeitweise interimistisch den Landrat und bewarb sich nach dessen Tod 1826 erfolglos um die Nachfolge. 1827 schied er wegen Dienstunfähigkeit aus dem Staatsdienst und bewirtschaftete sein Gut Kowalken.
1835 übernahm er die interimistische Verwaltung des Landratsamtes in Goldap und bewarb sich dort nach dem Tod des Landrats 1836 um das Landratsamt. Er wurde auch zum 1. Kandidaten gewählt, dass Innenministerium lehnte jedoch die Ernennung ab und ordnete eine erneute Wahl an. Mit 16 von 24 Stimmen wurde Klein erneut als 1. Kandidat gewählt und 1837 auch als Landrat im Kreis Goldap ernannt. Er war 1845 zeitweise Zivilkommissar der beabsichtigten Absenkung der großen Masurischen Seen. Er war auch Grenzkommissar für die Grenze mit dem Königreich Polen. Zum 30. April 1855 schied er mit Pension aus dem aktiven Dienst aus.
Er war 1835 bis 1837 Kreisdeputierter im Kreis Goldap und gehörte dem Provinziallandtag der Provinz Preußen an. 1850 bis 1852 war er Mitglied der II. preußischen Kammer. 1850 gehörte er dem Volkshaus des Erfurter Unionsparlament an.
Am 16. Januar 1842 wurde er mit dem Roten Adlerorden 4. Klasse, am 29. Januar 1855 mit dem Roten Adlerorden 3. Klasse mit der Schleife ausgezeichnet.